# Cameron Norrie
Cameron Norrie (ur. 23 sierpnia 1995 w Johannesburgu) – brytyjski tenisista pochodzenia południowoafrykańskiego, reprezentant Wielkiej Brytanii w Pucharze Davisa.

## Kariera tenisowa
Zawodowym tenisistą został w 2017 i w tym samym roku wygrał trzy turnieje o randze ATP Challenger Tour, a także debiutował w drabince głównej Wielkiego Szlema, otrzymując od organizatorów dziką kartę do Wimbledonu. W pierwszym meczu przegrał z Jo-Wilfriedem Tsongą. W sierpniu zagrał w eliminacjach do US Open, które przeszedł bez straty seta, a w pierwszej rundzie turnieju głównego pokonał Dmitrija Tursunowa. W drugiej rundzie poniósł porażkę z Pablem Carreño-Bustą.
W lutym 2018 po raz pierwszy zagrał w reprezentacji Wielkiej Brytanii w Pucharze Davisa, w pierwszej rundzie grupy światowej przeciwko Hiszpanii. Hiszpanie awansowali do ćwierćfinału po zwycięstwie 4:1, a punkt dla Brytyjczyków zdobył Norrie po wygranej z Robertem Bautistą-Agutem. W meczu nr 4 uległ Albertowi Ramosowi-Viñolasowi. W maju Norrie, wspólnie z Kyle’em Edmundem, zwyciężył w zawodach ATP World Tour w Estoril, w finale eliminując parę Wesley Koolhof–Artem Sitak.
W styczniu 2019 po raz pierwszy w karierze dotarł do finału turnieju rangi ATP Tour, w Auckland, gdzie w finale przegrał z Tennysem Sandgrenem.
W 2021 roku sześciokrotnie osiągnął finał zawodów singlowych cyklu ATP Tour. W meczu mistrzowskim w Estoril przegrał z Albertem Ramosem-Viñolasem 6:4, 3:6, 6:7(3), w ostatnim meczu turnieju w Lyonie uległ Stefanosowi Tsitsipasowi 3:6, 3:6, natomiast w finale w Londynie przegrał 4:6, 7:6(5), 3:6 z Matteo Berrettinim. Ponadto w finale w San Diego został pokonany przez Caspera Ruuda 0:6, 2:6. Pierwszy turniejowy triumf odniósł w lipcu w Los Cabos, gdzie w finale pokonał 6:2, 6:2 Brandona Nakashimę. Drugie zwycięstwo w całym turnieju wywalczył niemal trzy miesiące później w Indian Wells, zwyciężając z Nikolozem Basilaszwilim 3:6, 6:4, 6:1.
Trzecia wygrana miała miejsce w lutym 2022 w Delray Beach, gdzie w meczu mistrzowskim zwyciężył 7:6(1), 7:6(4) z Reillym Opelką. Tydzień po zwycięstwie w Stanach Zjednoczonych zanotował finał w Acapulco, gdzie uległ Rafaelowi Nadalowi 4:6, 4:6. Swój czwarty triumf Brytyjczyk zdobył w Lyonie po pokonaniu Alexa Molčana 6:3, 6:7(3), 6:1. W sierpniu nie obronił tytułu w Los Cabos, przegrywając w finale 5:7, 0:6 z liderem rankingu Daniiłem Miedwiediewem.
W styczniu 2023 roku osiągnął finał zawodów w Auckland, w którym przegrał z Richardem Gasquetem 6:4, 4:6, 4:6. W lutym awansował do finału w Buenos Aires, gdzie przegrał z Carlosem Alcarazem 3:6, 5:7. W następnym tygodniu zrewanżował się Hiszpanowi w meczu mistrzowskim w Rio de Janeiro, wygrywając spotkanie 5:7, 6:4, 7:5.
W rankingu gry pojedynczej najwyżej był na 8. miejscu (12 września 2022), a w klasyfikacji gry podwójnej na 116. pozycji (23 maja 2022).

### Finały w turniejach ATP Tour
| Legenda                                      |
| -------------------------------------------- |
| Wielki Szlem                                 |
| Igrzyska olimpijskie                         |
| Tennis Masters Cup / ATP Finals              |
| ATP Masters Series / ATP Tour Masters 1000   |
| ATP International Series Gold / ATP Tour 500 |
| ATP International Series / ATP Tour 250      |

#### Gra pojedyncza (5–9)
| Końcowy wynik | Nr | Data                 | Turniej        | Nawierzchnia | Przeciwnik           | Wynik finału     |
| ------------- | -- | -------------------- | -------------- | ------------ | -------------------- | ---------------- |
| Finalista     | 1. | 12 stycznia 2019     | Auckland       | Twarda       | Tennys Sandgren      | 4:6, 2:6         |
| Finalista     | 2. | 2 maja 2021          | Estoril        | Ceglana      | Albert Ramos-Viñolas | 6:4, 3:6, 6:7(3) |
| Finalista     | 3. | 23 maja 2021         | Lyon           | Ceglana      | Stefanos Tsitsipas   | 3:6, 3:6         |
| Finalista     | 4. | 20 czerwca 2021      | Londyn         | Trawiasta    | Matteo Berrettini    | 4:6, 7:6(5), 3:6 |
| Zwycięzca     | 1. | 24 lipca 2021        | Los Cabos      | Twarda       | Brandon Nakashima    | 6:2, 6:2         |
| Finalista     | 5. | 3 października 2021  | San Diego      | Twarda       | Casper Ruud          | 0:6, 2:6         |
| Zwycięzca     | 2. | 17 października 2021 | Indian Wells   | Twarda       | Nikoloz Basilaszwili | 3:6, 6:4, 6:1    |
| Zwycięzca     | 3. | 20 lutego 2022       | Delray Beach   | Twarda       | Reilly Opelka        | 7:6(1), 7:6(4)   |
| Finalista     | 6. | 26 lutego 2022       | Acapulco       | Twarda       | Rafael Nadal         | 4:6, 4:6         |
| Zwycięzca     | 4. | 21 maja 2022         | Lyon           | Ceglana      | Alex Molčan          | 6:3, 6:7(3), 6:1 |
| Finalista     | 7. | 6 sierpnia 2022      | Los Cabos      | Twarda       | Daniił Miedwiediew   | 5:7, 0:6         |
| Finalista     | 8. | 14 stycznia 2023     | Auckland       | Twarda       | Richard Gasquet      | 6:4, 4:6, 4:6    |
| Finalista     | 9. | 19 lutego 2023       | Buenos Aires   | Ceglana      | Carlos Alcaraz       | 3:6, 5:7         |
| Zwycięzca     | 5. | 26 lutego 2023       | Rio de Janeiro | Ceglana      | Carlos Alcaraz       | 5:7, 6:4, 7:5    |

#### Gra podwójna (1–0)
| Końcowy wynik | Nr | Data        | Turniej | Nawierzchnia | Partner     | Przeciwnicy                | Wynik finału |
| ------------- | -- | ----------- | ------- | ------------ | ----------- | -------------------------- | ------------ |
| Zwycięzca     | 1. | 6 maja 2018 | Estoril | Ceglana      | Kyle Edmund | Wesley Koolhof Artem Sitak | 6:4, 6:2     |